# Mariä-Verkündigung-Kirche (Brünn)
Die Mariä-Verkündigung-Kirche (tschech. kostel Tuřanské Matky Boží) ist eine barocke Marienwallfahrtskirche im Brünner Stadtteil Tuřany. Bekannt ist die Kirche für eine Unsere Liebe Frau in den Dornen genannte Holzschnitzerei der Jungfrau Maria aus dem 13. Jahrhundert. Die Kirche ist das Wahrzeichen von Tuřany und wurde in die Liste des tschechischen Kulturerbes aufgenommen.

## Geschichte
Der Sage nach brachten die Slawenapostel Kyrill und Method im 9. Jahrhundert eine Marienstatue mit nach Mähren. Diese Statue wurde um 1050 von einem Bauern in einem Dornenbusch entdeckt und es wurde in Tuřany eine Kapelle für sie errichtet die gleich zu einem Wallfahrtsort wurde.
Schriftliche Erwähnung findet eine Wallfahrtskirche hier zum ersten Mal im 13. Jahrhundert im Jahre 1278. Größere Bedeutung erlangte der Ort ab dem 17. Jahrhundert aufgrund der Aktivitäten des Olmützer Bischofs Franz Seraph von Dietrichstein der die Kirche im Jahre 1610 erweitern ließ.
Während des Dreißigjährigen Krieges wurde die Kirche von den Schweden beschädigt und als Stall genutzt. Die Marienstatue wurde in der Zwischenzeit nach Wien gebracht, wurde dann aber im Jahre 1642 in einer feierlichen Prozession nach Tuřany zurückgeführt. Im Jahre 1693 wurde der bestehenden Kirche eine der Heiligen Anna geweihte Kapelle hinzugefügt.
Die heutige barocke Kirche wurde in den Jahren 1804–1806 errichtet, ihre heutige Fassade mit den zwei markanten Türmen und dem Mosaik der Jungfrau Maria erhielt die Kirche Ende des 19. Jahrhunderts. Im Südturm befindet sich die alte Kirchenglocke aus dem Jahre 1484.

## Galerie

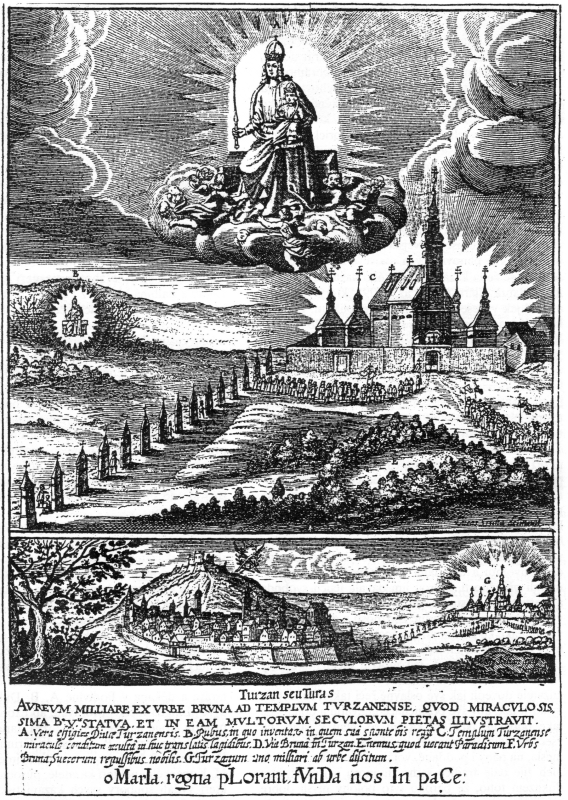
Gravur von Bohuslav Balbín aus dem Jahre 1658 mit der Wallfahrtskirche und der Diva Turzanensis
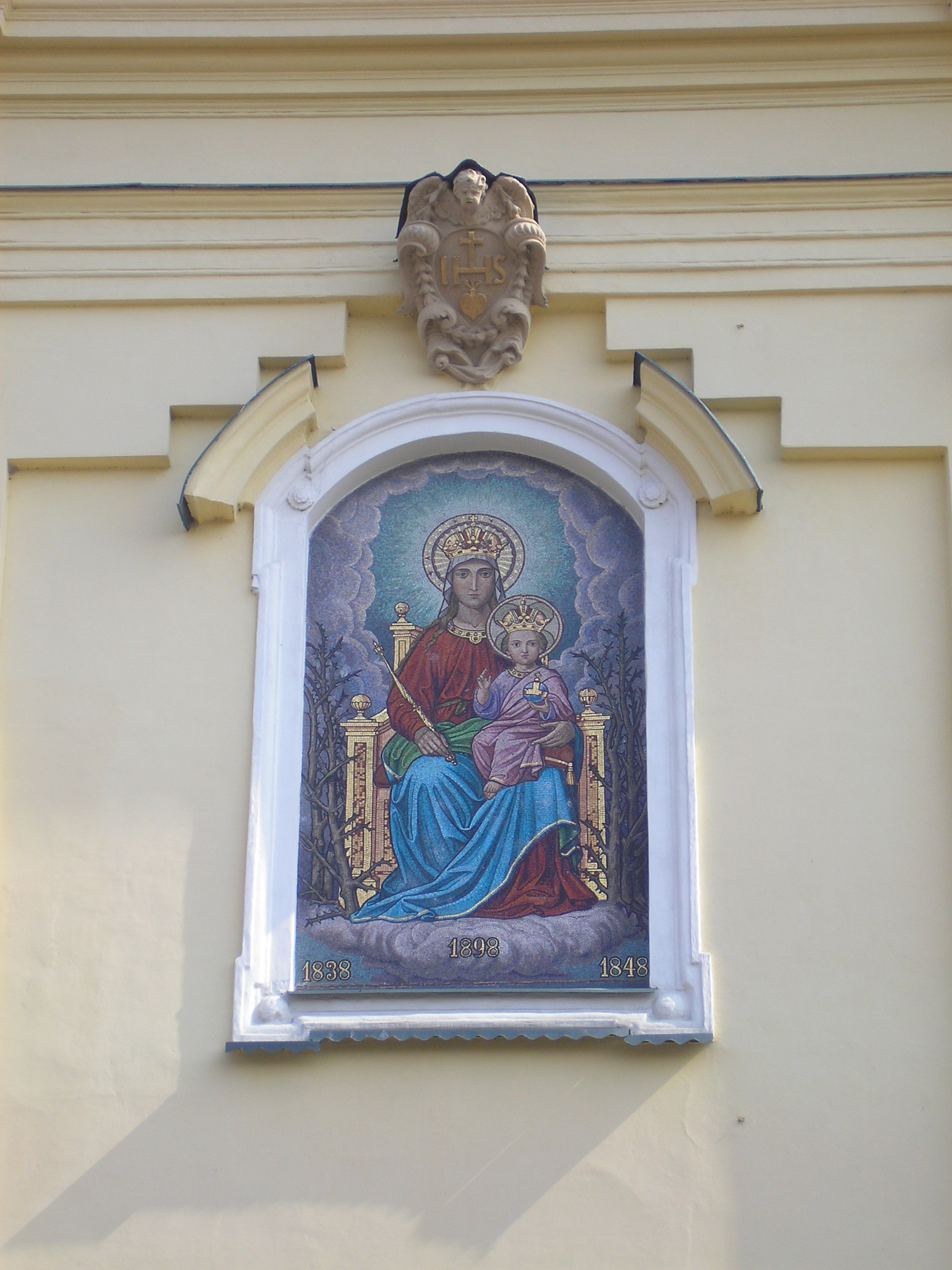
Mosaik an der Fassade der Kirche
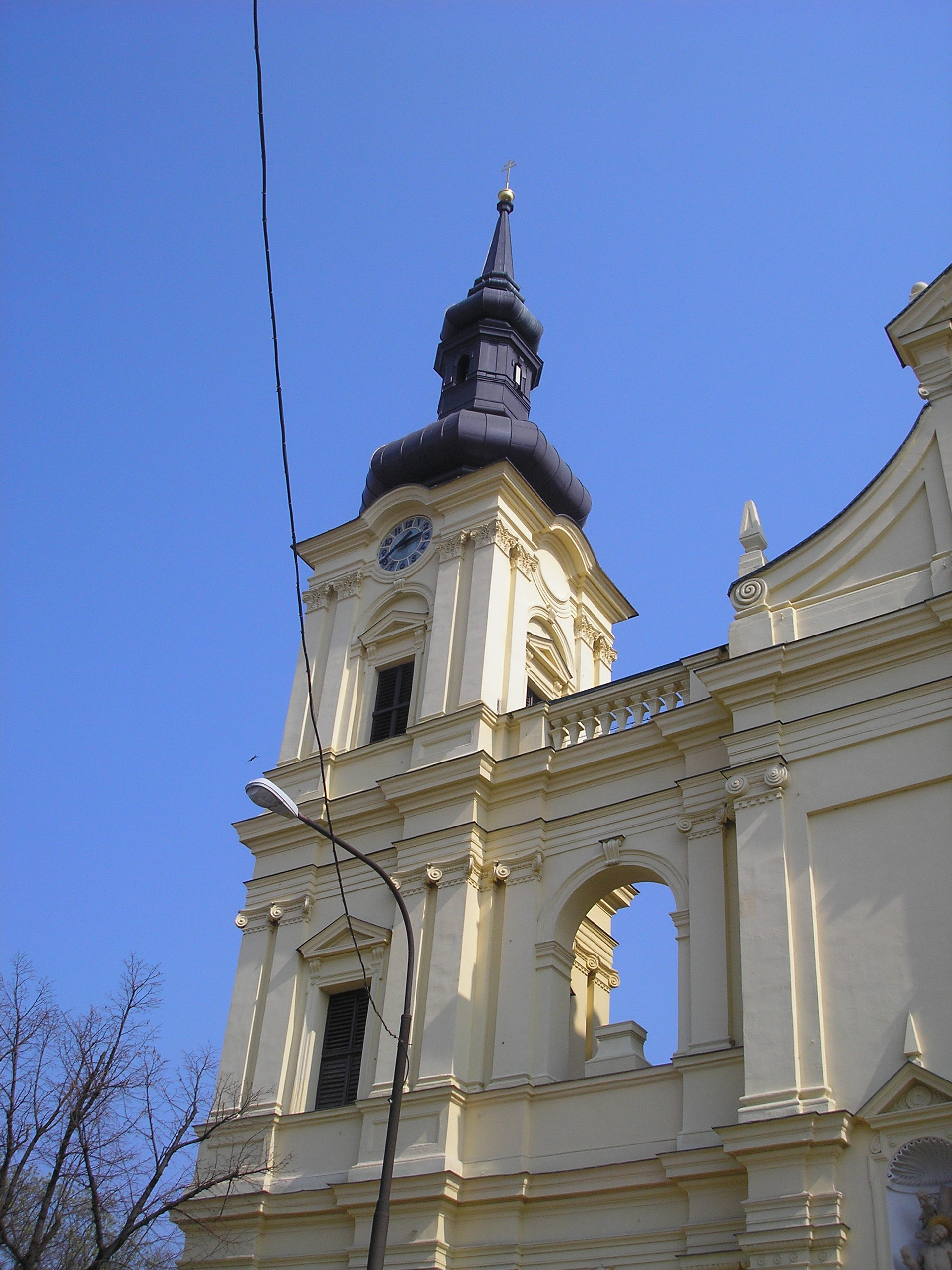
Nordturm
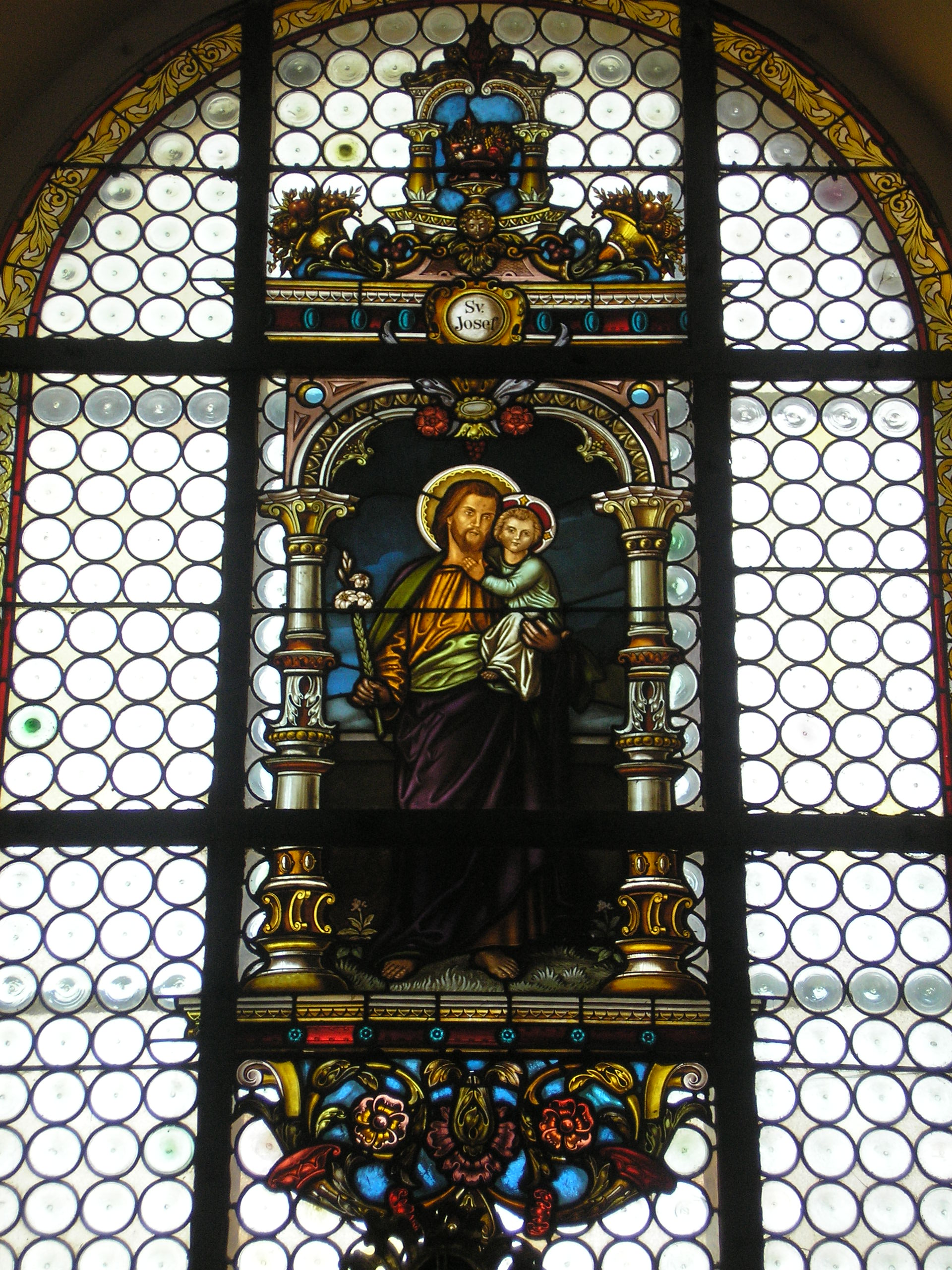
Glasfenster
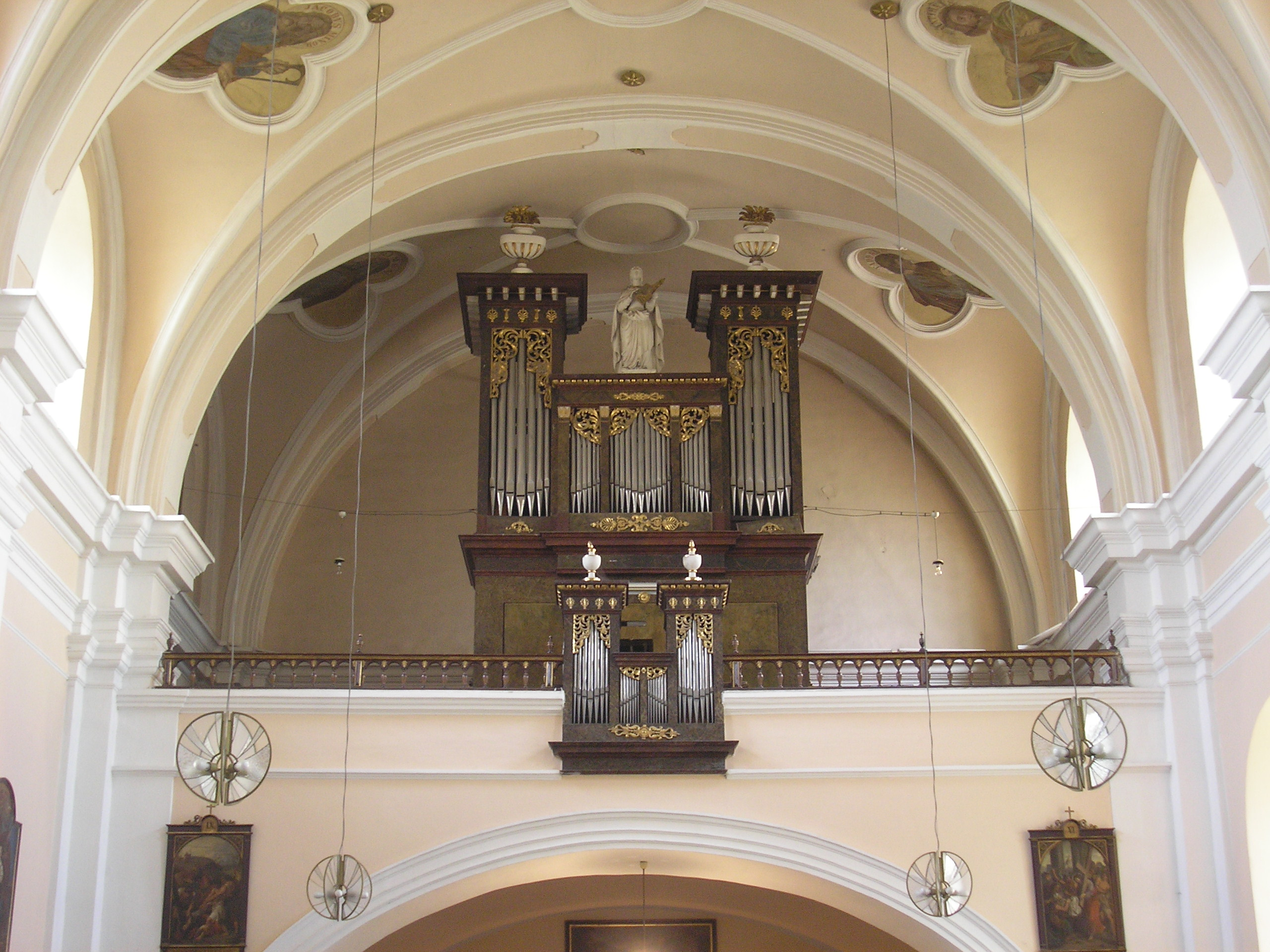
Orgel